# Федеральная служба по контролю за алкогольным и табачным рынками

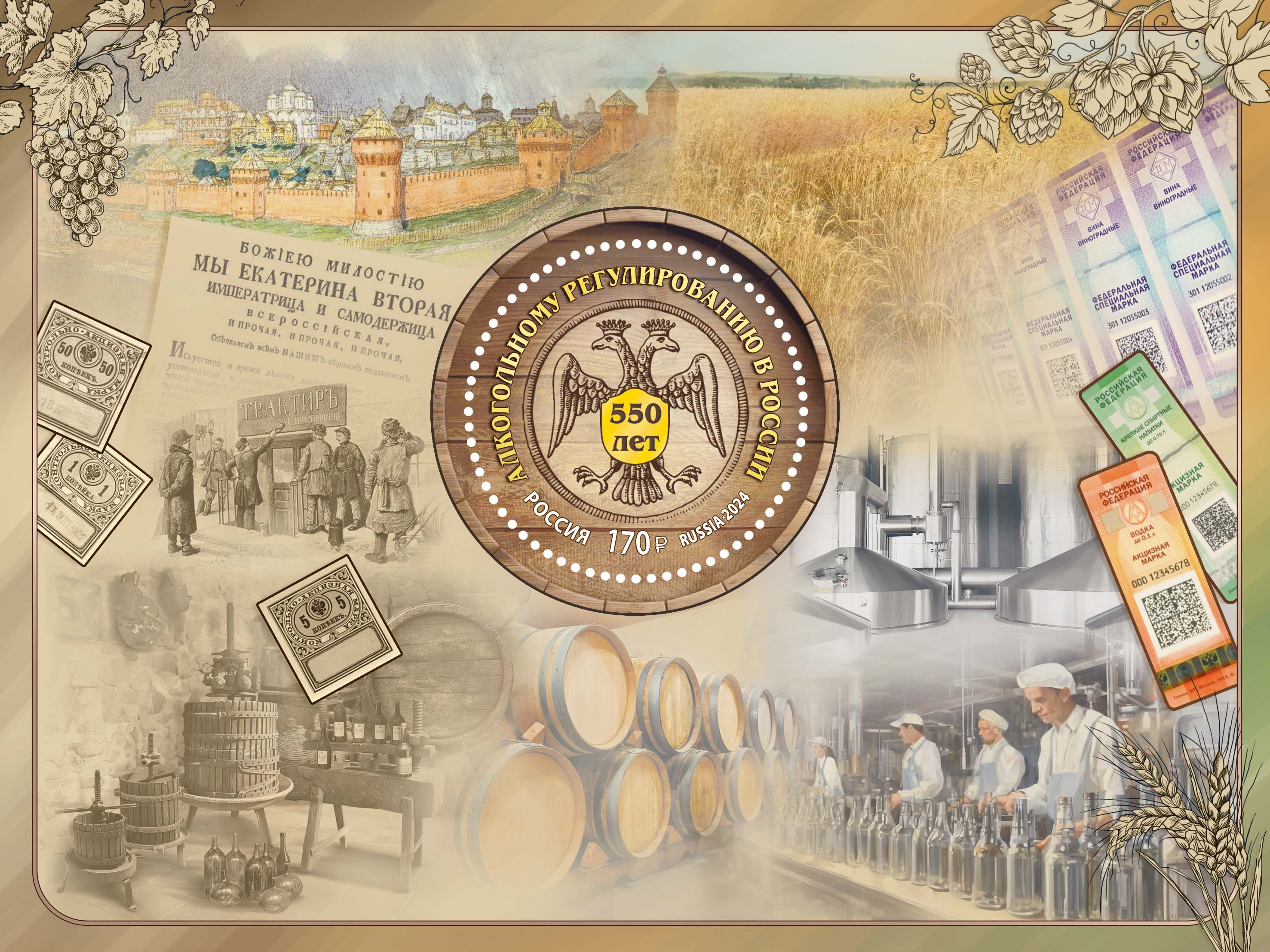
Почтовый блок — 550 лет алкогольному регулированию в России, 2024 год.

Федеральная служба по контролю за алкогольным и табачным рынками, Росалкогольтабакконтроль (до 8 августа 2023 года — Федеральная служба по регулированию алкогольного рынка, Росалкогольрегулирование), — федеральный орган исполнительной власти, осуществляющий функции по контролю за производством и оборотом этилового спирта, алкогольной (за исключением вопросов производства и оборота винодельческой продукции, предусмотренных Федеральным законом «О виноградарстве и виноделии в Российской Федерации») и спиртосодержащей продукции, производства и оборота табачных изделий, табачной продукции, никотинсодержащей продукции и сырья для их производства, по надзору и оказанию услуг в этих сферах.

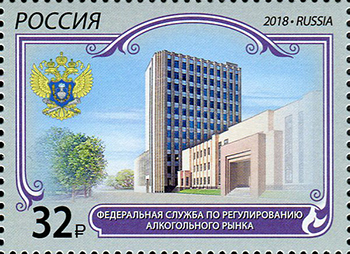
Эмблема и здание Федеральной службы по регулированию алкогольного рынка на почтовой марке России 2018 года.

Росалкогольрегулирование указом Президента РФ от 21 января 2020 № 21 подведомственно Министерству финансов РФ.

## История
Федеральная служба по регулированию алкогольного рынка была создана на основании Указа Президента РФ от 31 декабря 2008 года № 1883 «Об образовании Федеральной службы по регулированию алкогольного рынка».
В пункте 2 Постановления Правительства РФ от 24 февраля 2009 года № 154 «О Федеральной службе по регулированию алкогольного рынка» установлено, что Федеральная служба по регулированию алкогольного рынка является правопреемником Министерства сельского хозяйства РФ, Министерства финансов РФ, Федеральной налоговой службы и Федеральной службы по тарифам в отношении всех обязательств в сфере производства и оборота этилового спирта, алкогольной и спиртосодержащей продукции, в том числе обязательств, возникших в результате исполнения судебных решений..
Предельная численность службы была установлена в 942 человека; при этом все места образованы за счет сокращения в Федеральной налоговой службе, где ликвидировано 1123 рабочих места: 50 в центральном аппарате и 1073 — в территориальных органах.
30 ноября 2009 года Федеральная служба по регулированию алкогольного рынка издала приказ № 17н «Об установлении и введении с 1 января 2010 года минимальной цены на водку для розничной продажи» в соответствии с которым с 1 января 2010 года минимальная цена на водку для розничной продажи была установлена в размере 89 рублей за 0,5 литра готовой продукции.
Указом Президента России от 8 августа 2023 года службе были переданы полномочия по управлению и контролю в области производства и оборота табачных изделий, табачной продукции, никотин-содержащей продукции и сырья для их производства, после чего она была переименована в Федеральную службу по контролю за алкогольным и табачным рынками.

## Структура
Согласно п. 5 Постановления Правительства РФ, Федеральной службе по контролю за алкогольными и табачными рынками разрешено иметь до 9 управлений по основным направлениям деятельности службы.
- Центральный аппарат
  - Руководитель
    - Помощники руководителя
    - Советники руководителя
    - Управление разрешительной деятельности в сфере алкогольного рынка
    - Управление функционального планирования и контроля деятельности
    - Управление проектной деятельности и судебной работы
    - Управление государственной службы, кадров и обеспечения деятельности
    - Отдел мобилизационной подготовки
    - Отдел режима и защиты государственной тайны

  - Заместитель руководителя
    - Контрольное управление
    - Управление государственной службы, кадров и обеспечения деятельности

  - Заместитель руководителя
    - Управление делами и обеспечения бюджетного процесса
    - Управление функционального планирования и контроля деятельности

  - Заместитель руководителя
    - Аналитическое управление
    - Управление правового обеспечения
    - Управление цифровой трансформации и информатизации

  - Заместитель руководителя
    - Управление цифровой трансформации и информатизации
    - Управление проектной деятельности и судебной работы
- Территориальные управления

## Сотрудники и руководство
Установлена следующая предельная численность работников Федеральной службы по регулированию алкогольного рынка (без персонала по охране и обслуживанию зданий):
- центральный аппарат — 296 человек;
- территориальные органы — 809 человек.

### Руководители
Федеральную службу по регулированию алкогольного рынка возглавляет руководитель, назначаемый на должность и освобождаемый от должности Министром финансов РФ.
| Руководитель             | Дата назначения и основание                                                          | Дата прекращения полномочий и основание                                            |
| ------------------------ | ------------------------------------------------------------------------------------ | ---------------------------------------------------------------------------------- |
| Пётр Михайлович Мясоедов | 2002                                                                                 | 2006                                                                               |
| Игорь Петрович Чуян      | 19.01.2009, Распоряжение Правительства Российской Федерации РФ от 19.06.2006 № 882-р | 11.07.2018, Распоряжение Правительства Российской Федерации от 11.07.2018 № 1420-р |
| Игорь Олегович Алёшин    | 11.07.2018, Распоряжение Правительства Российской Федерации от 11.07.2018 № 1421-р   | Ныне в должности                                                                   |

### Заместители
Согласно п. 5 Постановления Правительства РФ, Федеральной службе по регулированию алкогольного рынка разрешено иметь до 4 заместителей руководителя.
| Заместители                  | Дата назначения и основание                        | Дата прекращения полномочий и основание |
| ---------------------------- | -------------------------------------------------- | --------------------------------------- |
| Елена Григорьевна Афанасенко | 26.07.2018, Распоряжение Правительства РФ № 1549-р | Ныне в должности                        |
| Алексей Юрьевич Кружалин     | 07.07.2009, Распоряжение Правительства РФ № 900-р  | Ныне в должности                        |
| Юрий Леонтьевич Васильченко  | 17.03.2021, Распоряжение Правительства РФ № 643-р  | Ныне в должности                        |

## Функции и полномочия
- Федеральный государственный контроль (надзор) в области производства и оборота этилового спирта, алкогольной и спиртосодержащей продукции
- Федеральный государственный контроль (надзор) в области производства и оборота табачной продукции, никотинсодержащей продукции и сырья для их производства
- Выдача федеральных специальных марок для маркировки алкогольной продукции
- Лицензирование деятельности в сфере производства и оборота этилового спирта, алкогольной и спиртосодержащей продукции
- Пломбирование оборудования